# Boviongo
Boviongo est un village du Cameroun situé dans le département de la Meme et la Région du Sud-Ouest. Il fait partie de la commune de Mbonge.

## Population
On y a dénombré 49 habitants en 1953, puis 50 en 1968, principalement des Bamboko.
Lors du recensement national de 2005, la localité comptait 289 habitants.